# 沙阿·納瓦茲·布托
沙阿·納瓦茲·布托爵士（1888年3月8日—1957年11月19日），是一名英屬印度/巴基斯坦政治家，什葉派穆斯林。布托家族的成员，来自英屬印度信德地区（現在的信德省）。他是前巴基斯坦總統、總理佐勒菲卡爾·阿里·布托的父親。